# Akua Naru

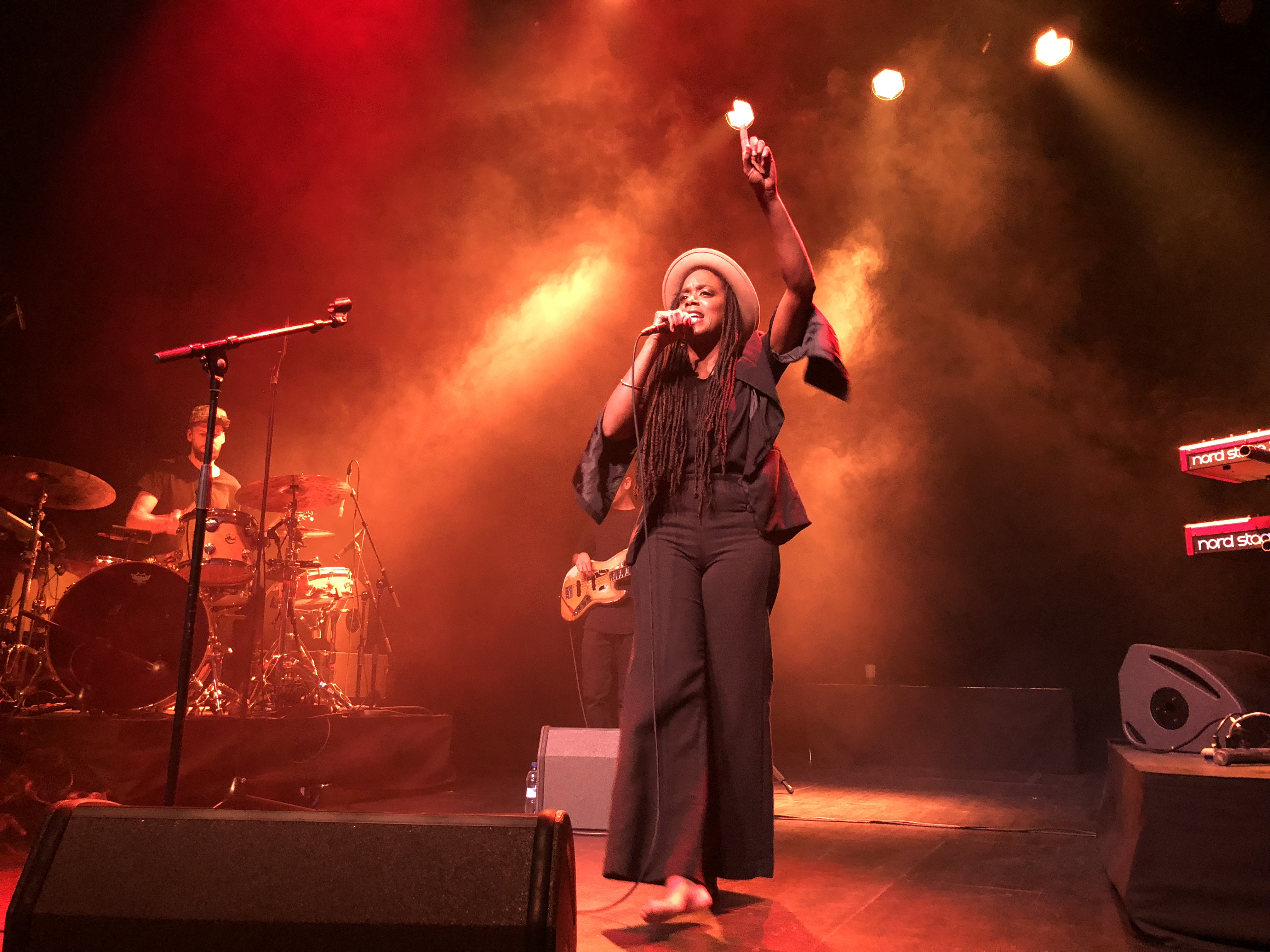
Ankua Naru au Festival Les Créatives le 24 novembre 2018.

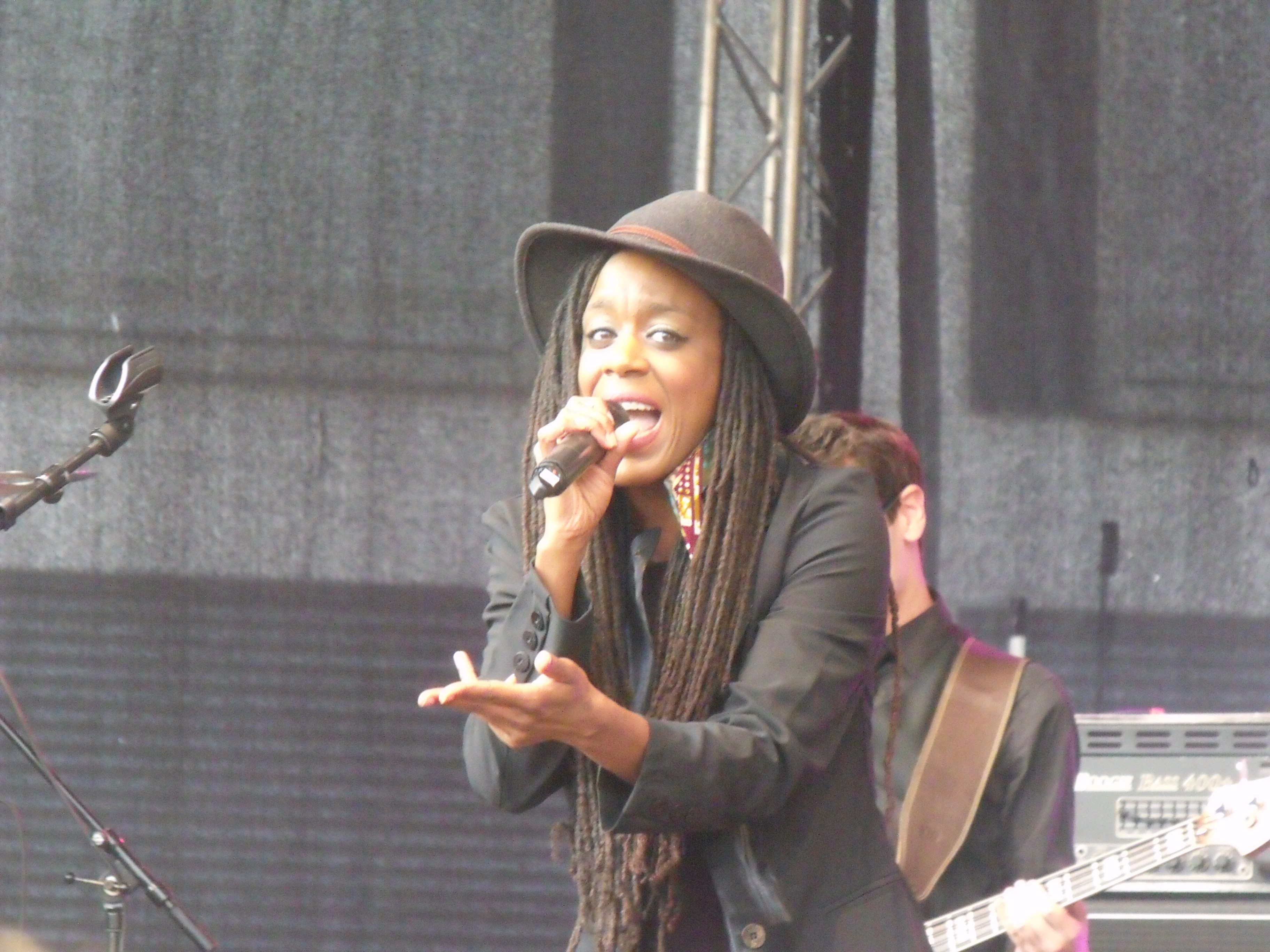
Akua Naru (Kultursommer Oldenburg 2015)

Akua Naru, née LaTanya Olatunji le 20 août vers 1978[réf. nécessaire], est une artiste de hip-hop américaine.

## Biographie

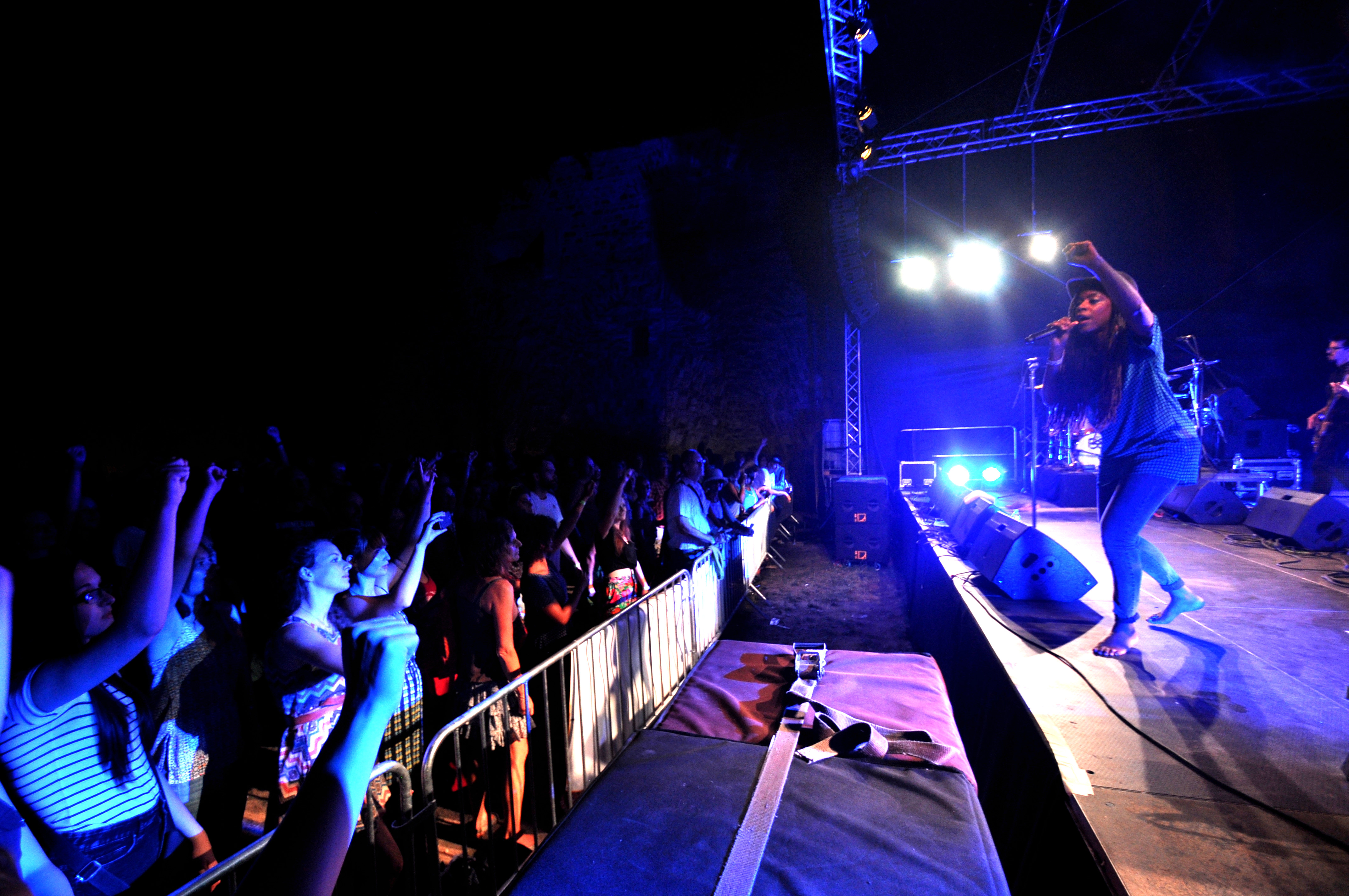
Akua Naru, lors du festival des musiques du monde Horizonte 2015, à la Forteresse d'Ehrenbreitstein

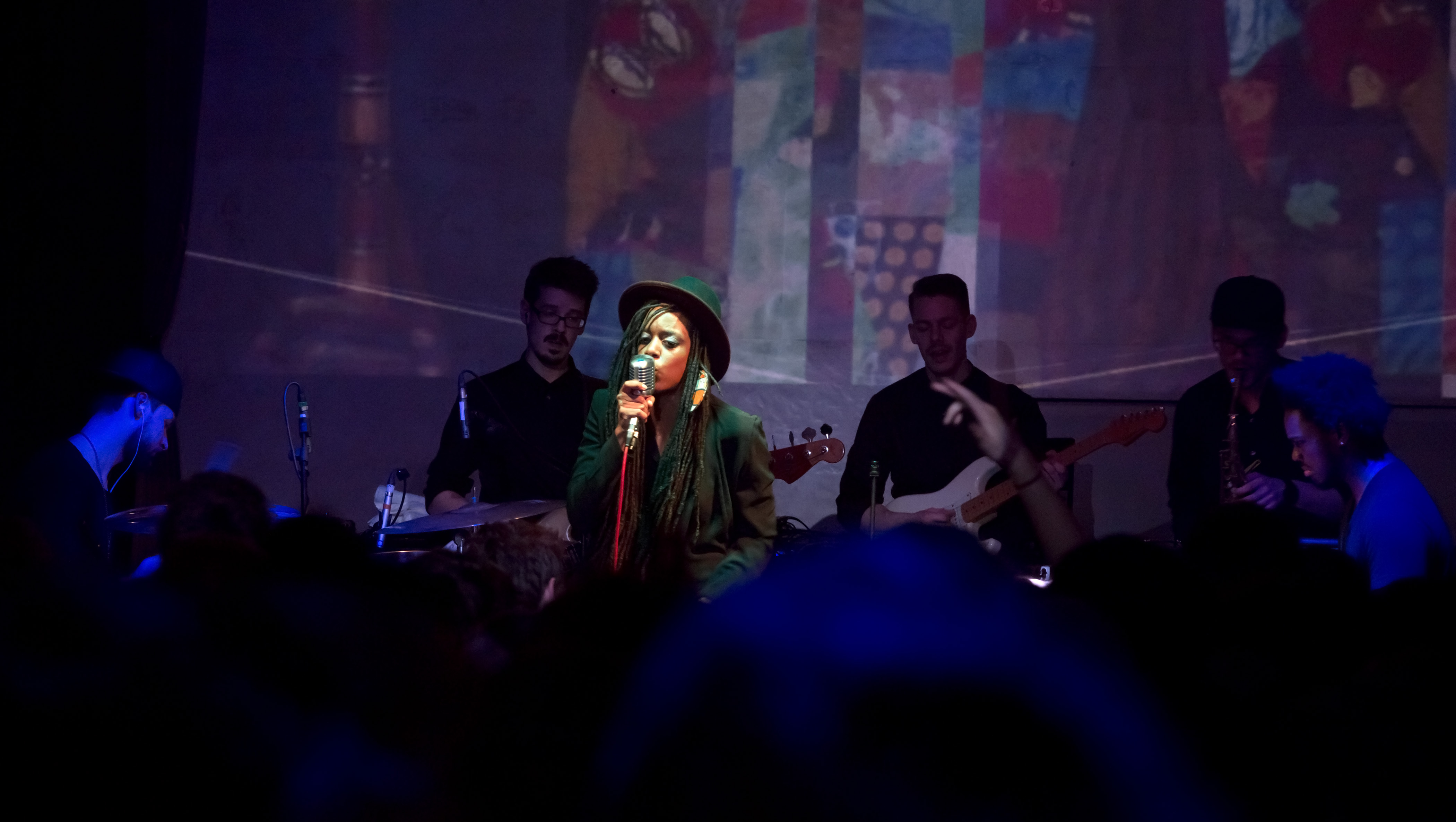
Akua Naru & The Digflo Bande (Vienne 2015)

Akua Naru est originaire de New Haven, dans le Connecticut. Enfant, elle écrit déjà des poèmes et acquiert sa première expérience en tant que Maître de Cérémonie dans les cours de sa ville Natale. Voulant recueillir des expériences en dehors de sa ville natale, elle vit d'abord à Philadelphie, puis, plus tard, à New York. Elle passe également du temps en Asie et  Afrique de l'Ouest, où elle souhaite explorer ses racines. Bien qu'elle ne soit pas initialement venue en Allemagne pour enregistrer un album, elle rencontre nombres de musiciens et musiciennes à Cologne et le label Jakarta Records lui fait signer un contrat.
Akua Naru mêle au rythmes des pays africains des influences de jazz et de soul. Elle s'attaque à tout ce qui se situe entre le blues des États du Sud et les rythmes modernes. Les artistes de Hip-Hop Mos Def et Talib Kweli, mais aussi la chanteuse de R’n’B Gladys Knight figurent parmi les modèles qui ont influencé sa musique.
Début 2011, elle publie son premier album, The Journey Aflame. Dans ses textes, elle traite de la force qui, d'après sa croyance, réside en chaque personne humaine. Elle dit à propos de son album : « Je pense qu'il y a de la place pour un sens profond, et que les gens sont prêts pour cela ».
En 2016, elle fait une tournée en Afrique intitulée Akua Naru Africa Tour 2016, passant par exemple par le Rwanda.
En 2018 elle sort Blackest Joy, qui renoue avec ses origines africaines, tout en offrant une dimension poétique et clairement féministe. Elle se produit à Genève dans le cadre du festival Les Créatives le 24 novembre 2018.
En avril 2024, pour son All about love tour elle se produit à Utrecht (aux Pays-Bas), à Munich, à Bucarest (en Roumanie).

## Discographie
EP
- 2011 : Poetry: How Does It Feel?

Albums
- 2011 : The Journey Aflame
- 2012 : The Live & Aflame Sessions
- 2015 : The Miner's Canary
- 2018 : The Blackest Joy[9],[1]
- 2024 : All About Love : New Visions